# Maienfelder Furgga
Die Maienfelder Furgga (auch: Furgga, Aroser Furgga; frühere Schreibweise: Furka) ist ein Alpenpass im Schweizer Kanton Graubünden. Mit einer Scheitelhöhe von 2436 m ü. M. verbindet sie Arosa im Schanfigg mit Davos Frauenkirch und Davos Glaris im Landwassertal.

## Beschreibung
Über die mitten in der Strelakette zwischen dem Furggahorn und der Amselflue gelegene Maienfelder Furgga führt im Sommer ein häufig benutzter, markierter Wanderweg. Dieser dient auch als An- oder Abstiegsroute zu den genannten Gipfeln sowie zum Tiejer Fürggli und der Schwifurgga (Furggaltji).

## Geschichte und Namensherkunft
Die Maienfelder Furgga war seit der Besiedlung der Nachbarschaft Arosa durch Walserfamilien im frühen 14. Jahrhundert während langer Zeit die wichtigste und schnellste Verbindung zur Muttergemeinde Davos. Der Übergang wurde sommers wie winters rege benützt, wobei die Mühen und Gefahren, welche die Reisenden in der kalten Jahreszeit auf sich nehmen mussten, enorm waren. Nicht zuletzt dieser geographisch bedingte Umstand führte schliesslich 1851 zur Gründung einer selbständigen Gemeinde Arosa.
Die eher verwirrende, aber seit der Einführung der neuen Landeskarte der Schweiz ab 1938 etablierte Passbezeichnung rührt daher, dass die Stadt Maienfeld 1561 vom Kloster Churwalden die am Schanfigger Höhenweg zwischen Stausee Isel und Grünsee gelegene Furggaalp erwarb, zu der auch Gebiete am Passweg (Furggabödeli und Obersäss) gehörten. In der Folge bürgerte es sich über die Jahrhunderte ein, den Pass zur Unterscheidung gegenüber den anderen, ebenfalls nach Arosa führenden Furgga (Valbella Furgga, Alteiner Fürggli, Bärentaler Furgga, Tiejer Fürggli und Schwifurgga) mit dem Zusatz Maienfelder zu versehen. In der Landschaft Davos war früher auch die Bezeichnung Chummerfurgga – vom zur Siedlung Chummen gehörenden Alpgebiet Chummerberg – gebräuchlich.

## Winterüberquerung durch Arthur Conan Doyle

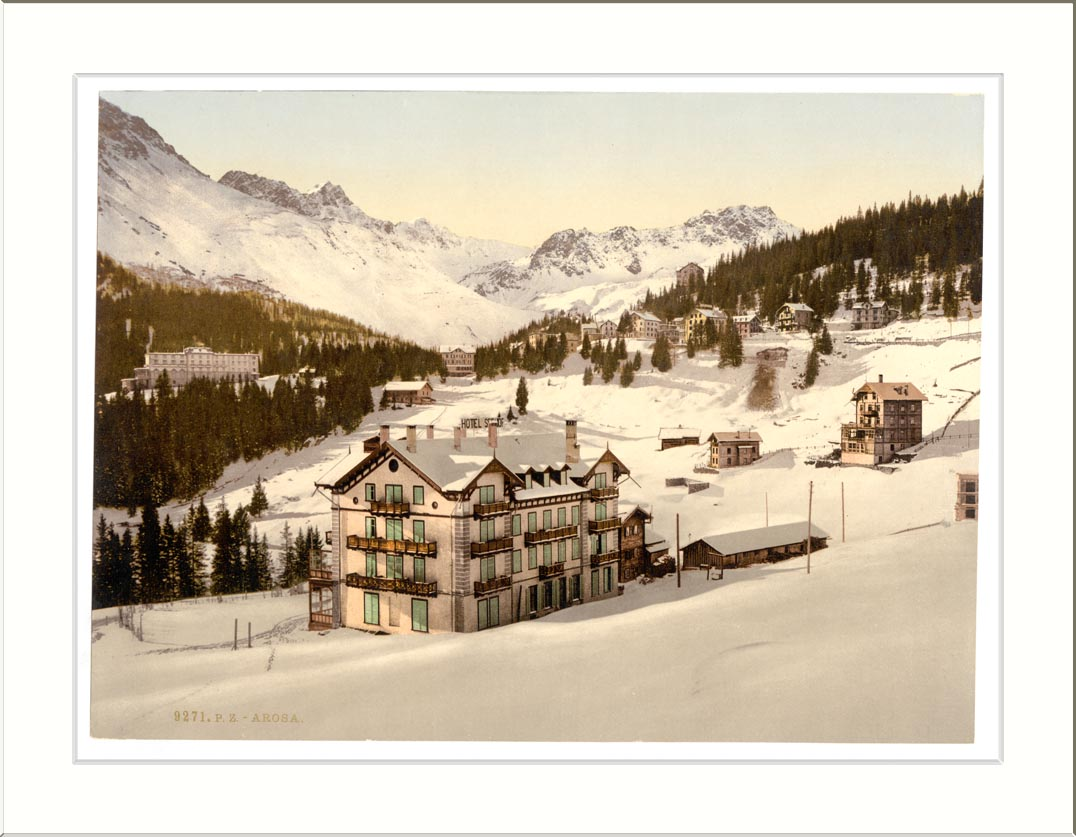
Seehof Arosa um 1900

Die erste bekannte Überquerung der Maienfelder Furgga auf Skiern unternahmen im März 1893 die Gebrüder Johann und Tobias Branger aus Davos. Der zu jener Zeit dort weilende Arzt und Schriftsteller Arthur Conan Doyle erfuhr davon und engagierte die beiden im darauffolgenden Winter als Skilehrer, um mit ihnen die Tour zu wiederholen. Nach sieben Stunden Aufstieg und Abfahrt erreichten sie Arosa. In der Folge beschrieb Doyle das Unterfangen ausführlich in der englischen Zeitschrift Strand Magazine, was wesentlich dazu beitrug, dass Skifahren und Winterferien in der Schweiz bei der englischen Oberschicht populär wurden.
Anfang April 1986 stellte der Österreichische Rundfunk ORF diese Skitour für einen Fernsehfilm mit einem Schauspieler als Doyle sowie den Aroser Bergführern Peter Meisser und Rudolf Homberger als Gebrüder Branger nach. Die drei legten die Originalroute in historischer Ausrüstung zurück und logierten daraufhin wie ihre Vorbilder im ältesten Hotel Arosas, dem Seehof beim Untersee, wo weitere umfangreiche Filmaufnahmen entstanden.

## Projekt Furggabahn

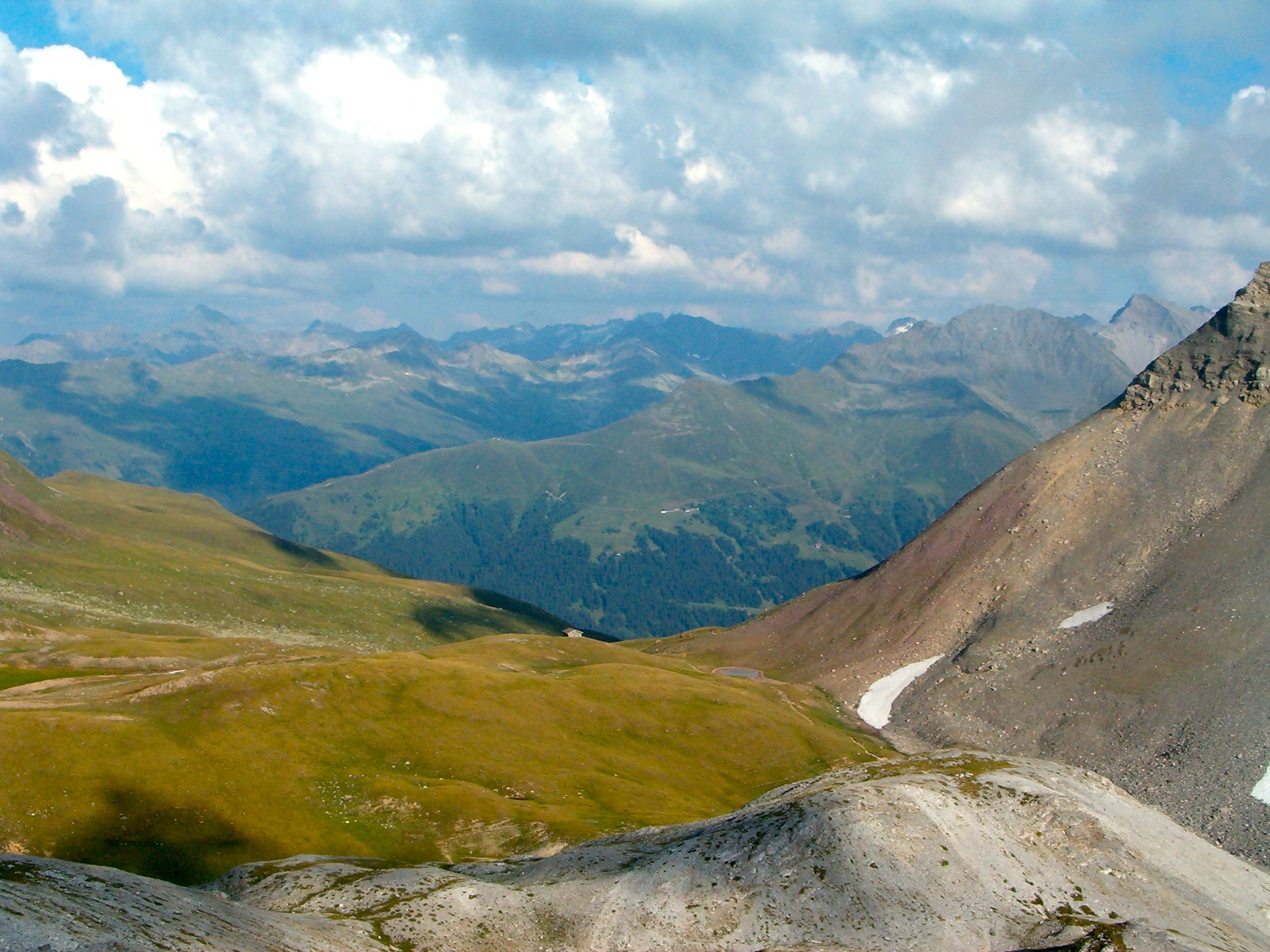
Blick vom Furggahorn auf die Maienfelder Furgga mit Schutzhütte, im Hintergrund das Rinerhorn bei Davos Glaris

Während des Baus der Arosabahn 1913 erwarb der Planer derselben, der Churer Ingenieur Robert Wildberger, zusammen mit dem Zürcher H. Peter unter anderem die Konzession zum Bau einer weiterführenden Zahnradbahn vom Bahnhof Arosa über die Maienfelder Furgga nach Davos. Die Baukosten wurden mit 3'250'000.– Schweizer Franken veranschlagt. Der Ausbruch des Ersten Weltkriegs verhinderte jedoch die Realisierung dieses Vorhabens.
2008 wurde im Zuge einer kantonalen Projektstudie die Machbarkeit eines tälerverbindenden Eisenbahntunnels zwischen dem Bahnhof Arosa und Davos beziehungsweise Langwies und Davos geprüft. Die erstgenannte Variante würde recht genau unter der Maienfelder Furgga hindurchführen. Angesichts knapper Finanzen hat die Graubündner Regierung ein solches Vorhaben allerdings nicht als prioritär eingestuft.

## Touristische Nutzung
Ab 1910 plante man die Errichtung einer Schutzhütte auf der Passhöhe. Die sogenannte Furggahütte konnte jedoch erst 1930 durch eine Kooperation zwischen dem Skiclub Arosa und den Kurvereinen Arosa und Davos realisiert werden. 1986 wurde der baufällig gewordene Notunterstand wiedererrichtet und mit einer kleinen Feier neu eingeweiht. Die offiziellen Anstiege zur Furgga weisen den Schwierigkeitsgrad T2 auf. Weitere Zugänge führen vom Alteinsee über die Schiesshornfurgga und von Tieja/Schwifurgga via Tiejer Fürggli (jeweils T3) zum Pass.

## Varia

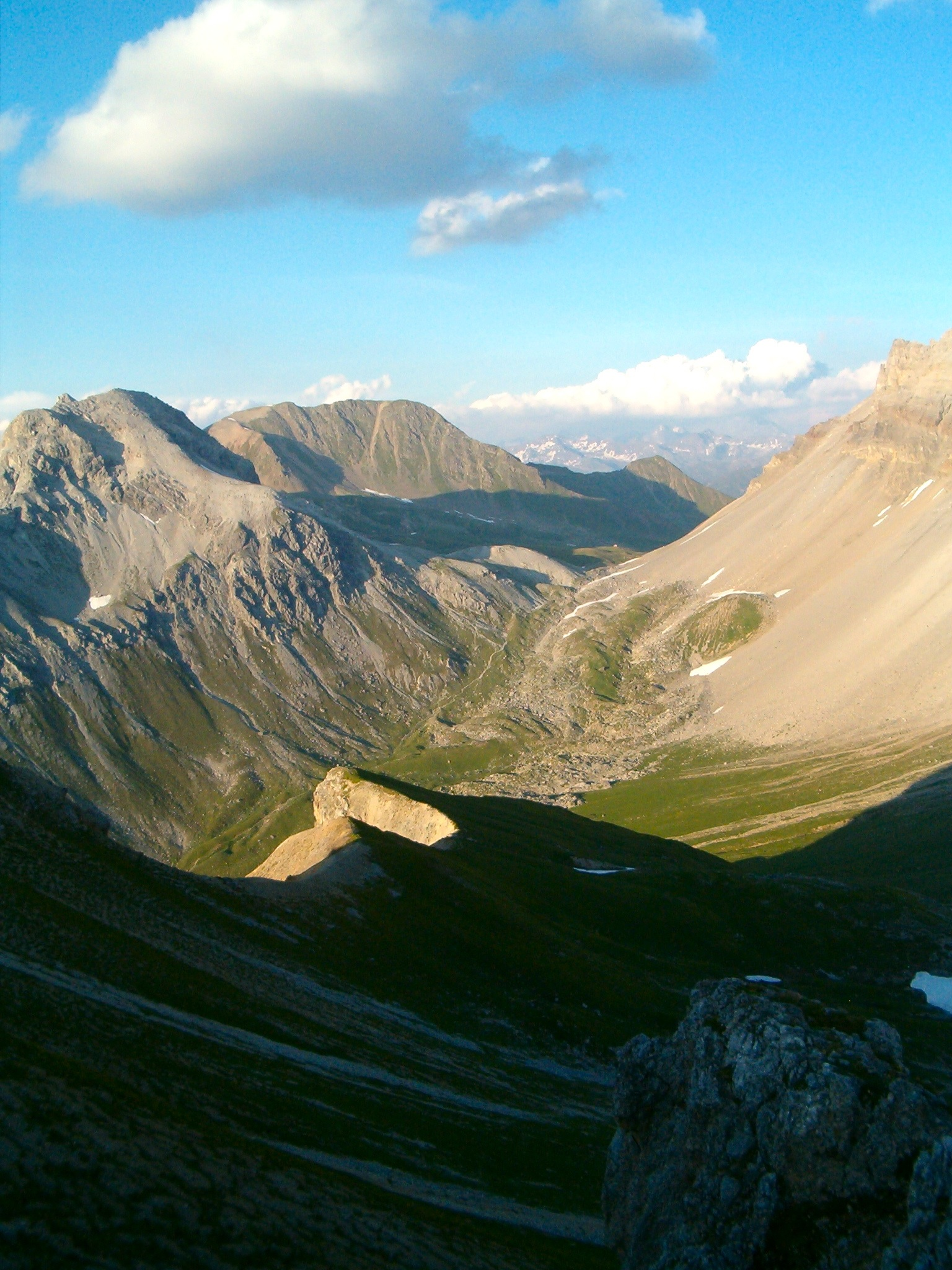
Die Maienfelder Furgga mit Furggahorn, Schwarzhorn und Westflanke der Amselflue, Ansicht vom Schiesshorn

Zu Begegnungen in Davos überquerten Wintersportler wie David Zogg oder – in den Anfangsjahren – die Spieler des EHC Arosa jeweils die Maienfelder Furgga mit Skiern und Hockeyausrüstung.